# 太行機械
河北太行機械工業有限公司，是在1968年成立，前身是河北太行机械厂或國營第一九七廠，位于河北省石家莊市，中国兵器工业集团公司旗下凌雲集團轄下公司。現任董事長及總裁郑英军。
主要業務铸造、热处理、表面处理、机械加工等加工、检测和整机制造能力、民品纺织机械、磁性材料加工设备、汽车用无石棉磨擦制动片等。

## 外部連結
- 河北太行機械工業有限公司